# Ченцов, Михаил Игоревич
Михаил Игоревич Ченцов (род. 24 сентября 1979, Москва) — российский композитор, член Союза композиторов России, РОО «Союз московских композиторов». Автор симфонических, хоровых, вокальных и камерно-инструментальных произведений, детской и эстрадной музыки, различных обработок. Победитель, лауреат и дипломант многих российских и международных конкурсов и фестивалей.

## Биография

### Образование
Михаил Игоревич Ченцов начал сочинять с 5 лет. С 12 лет состоял в программе «Новые имена». Был стипендиатом Департамента образования Центрального округа г. Москвы и Фонда Э.Быстрицкой. В 2003 году с отличием окончил консерваторию как пианист (в классе проф. О. М. Жуковой), а в 2004 году — как композитор (в классе проф. А. В. Чайковского).
В 2007 году М. И. Ченцов окончил аспирантуру Московской консерватории по специальности «композиция» (под рук. проф. А. В. Чайковского). Защитил дипломную работу на тему «Фортепианные концерты А.Караманова. Проблемы формы и жанра». В 2010 году окончил вторую аспирантуру консерватории по специальности «фортепиано».

### Работа и концертная деятельность
Михаил Ченцов активно сотрудничает с такими творческими коллективами, как Государственный академический русский оркестр «Боян», Государственный русский народный ансамбль «Россия» им. Л.Зыкиной, Народный клуб любителей русских басов, Российское трио, трио «Сегидилья». Преподаёт композицию и фортепиано в Государственном бюджетном профессиональном образовательном учреждении города Москвы «Воробьевы горы» и ГБУДО г. Москвы «Детская музыкальная школа имени Людвига Ван Бетховена». Он также ведет активную концертную деятельность в России и за рубежом, участвует во многих конкурсах и фестивалях (как пианист принимал участие в XIII Международном конкурсе им. П. И. Чайковского).

## Сочинения

### Произведения для оркестра
- Прелюдии для фортепиано и симфонического оркестра
- Сюита в 4-х частях для симфонического оркестра
- «Прелюдия, интерлюдия и постлюдия» для симфонического оркестра
- Три танца для симфонического оркестра: «Танго», «Вальс», «Тарантелла». Переложение «Трех танцев для фортепиано»
- Марш a-moll для духового оркестра
- «Здесь ты и родина» для сопрано и духового оркестра на сл. И.Рудакова[13]
- «Шутки Мишутки», музыка к цирковому номеру с медведем для духового оркестра
- «Шёпот, робкое дыхание» на сл. А.Фета для хора и симфонического оркестра

### Камерно-инструментальные произведения
- Фантазия для фортепиано и ансамбля
- Скерцо на тему DSCH для ансамбля
- Квинтет для фортепиано, трубы, флейты, альта и виолончели
- Квартет для скрипки, альта, виолончели и контрабаса
- «Осенний квартет» памяти Д. Д. Шостаковича для двух скрипок, альта и виолончели
- Трио для скрипки, альта и виолончели
- Соната-плач для кларнета и фортепиано
- Соната для альта и фортепиано
- Пассакалия для виолончели и фортепиано
- Вокализ-фантазия для голоса и фортепиано
- «Сельские сцены» для флейты и гобоя
- Сонатина для скрипки solo
- Рэгтайм для 2-х фортепиано
- Ноктюрн для 2-х фортепиано

### Театральные произведения
- Музыка к спектаклю «Маленький принц»
- Музыкальная сказка «Репка»

### Хоровые произведения
- «Утро» для детского хора и фортепиано на сл. М.Ченцова
- Гимн Музыкально-хоровой школы «Радость» на сл. Е.Поляковой для детского хора и фортепиано
- «Утверди Боже» для баритона solo и мужского хора
- Гимн Центра эстетического воспитания детей «МОЦАРТ» на сл. Е.Дугиной для детского хора и фортепиано
- «Ave Maria» для женского хора и фортепиано
- «Часовщик» для детского хора a capella
- Гимн Московской консерватории на сл. А.Комиссаренко для смешанного хора и фортепиано
- Гимн «Globus Cantata»

### Вокальные циклы
- Вокальный цикл «Демон» на сл. М. Ю. Лермонтова для сопрано и фортепиано
- Вокальный цикл «Ай да Пушкин» на сл. А. С. Пушкина для сопрано и фортепиано
- Цикл романсов на стихи поэтов Серебряного века[14]
- 5 романсов на сл. Б.Илюхина

### Произведения для фортепиано
- 5 сонат, в том числе 4-я для правой руки
- 6 Прелюдий и фуг
- «Иронические портреты» для чтеца и фортепиано на сл. М.Ченцова
- Токката
- Вариации на тему Паганини
- 3 танца: «Танго», «Вальс», «Тарантелла»
- 5 восточных танцев
- 2 концертных этюда: «Тритончики», «Секундочки»
- 2 пьесы: «Прелюдия», «Скерцо» — обязательные произведения для конкурса «Юные таланты Московии-2006»
- POP-альбом, 13 пьес в легком стиле
- «Памяти А.Караманова»

Романсы, эстрадные песни, авторские песни

### Обработки
- Фантазия на тему «Очи черные»
- Фантазия на тему «Подмосковные вечера»
- Фантазия на тему «В лесу родилась ёлочка»
- Попурри на темы из оперы Ж.Бизе «Кармен» для альта и фортепиано
- «Чижик-Пыжик», обработка для 2-х фортепиано в 8 рук

### Фильмография
- 2015 — Крепость. Щитом и мечом — песня «Чёрный всадник» (совместно с М. Чертищевым, слова А. Боярского)

## Награды
- Дипломант Международного конкурса молодых композиторов в г. Гродно (1996).
- Лауреат Международного конкурса композиторов «Классическое наследие» и Международного конкурса пианистов-композиторов «Классическое наследие» (1998).
- Лауреат VI Международного конкурса сценического искусства «Северная звезда» (I место, 2004).
- Лауреат I Международного конкурса-фестиваля «Современное искусство и образование» им. А.Караманова в номинациях «Фортепиано. Сольное исполнение» и «Композитор-исполнитель» (I место, 2006).
- Лауреат I премии Международного конкурса-фестиваля «Зажги свою звезду» в номинации «Композиторы — детям» (Москва, 2011).
- Лауреат I премии Международного конкурса музыкантов-исполнителей и композиторов «Романтизм: истоки и горизонты» памяти Алемдара Караманова (Москва, 2011)[15].
- Обладатель Гран-При Международного конкурса композиторов и исполнителей на Кипре (2012)[16].
- Дипломант Международного конкурса композиторов и аранжировщиков им. Исаака Дунаевского (2014)[17].
- Победитель конкурса современного романса «Авторская романсиада» (2015)[18].
- Лауреат I степени Международного конкурса композиторов и аранжировщиков им. Исаака Дунаевского (2016)[19]
- Победитель конкурса педагогического мастерства «Мастерство и творчество» в номинации «Служу Детству», (2016)